# Кулінський Микита Петрович
Микита Петрович Кулінський (також Куленський), (1751 — 1785) — старший канцелярист Переяславського полку (1775), канівецький сотник (1777 – 1781).

## Життєпис
Народився 1751 року у селі Капустинці Яготинської сотні Переяславського полку в родині виборного козака Петра Івановича Куліненка. 1767 року згадується як 16-тирічний Микита Куліненко.
10 березня 1775 року згадується як старший канцелярист.
Зять наказного сотника Переяславської полкової сотні Івана Васильовича Невіровського, діда Дмитра Петровича Невіровського.
15 травня 1777 року призначений сотником Канівецької сотні. Посаду обіймав до 1781 року. Помер до 1785 р.